# 퀸스 스퀘어 요코하마

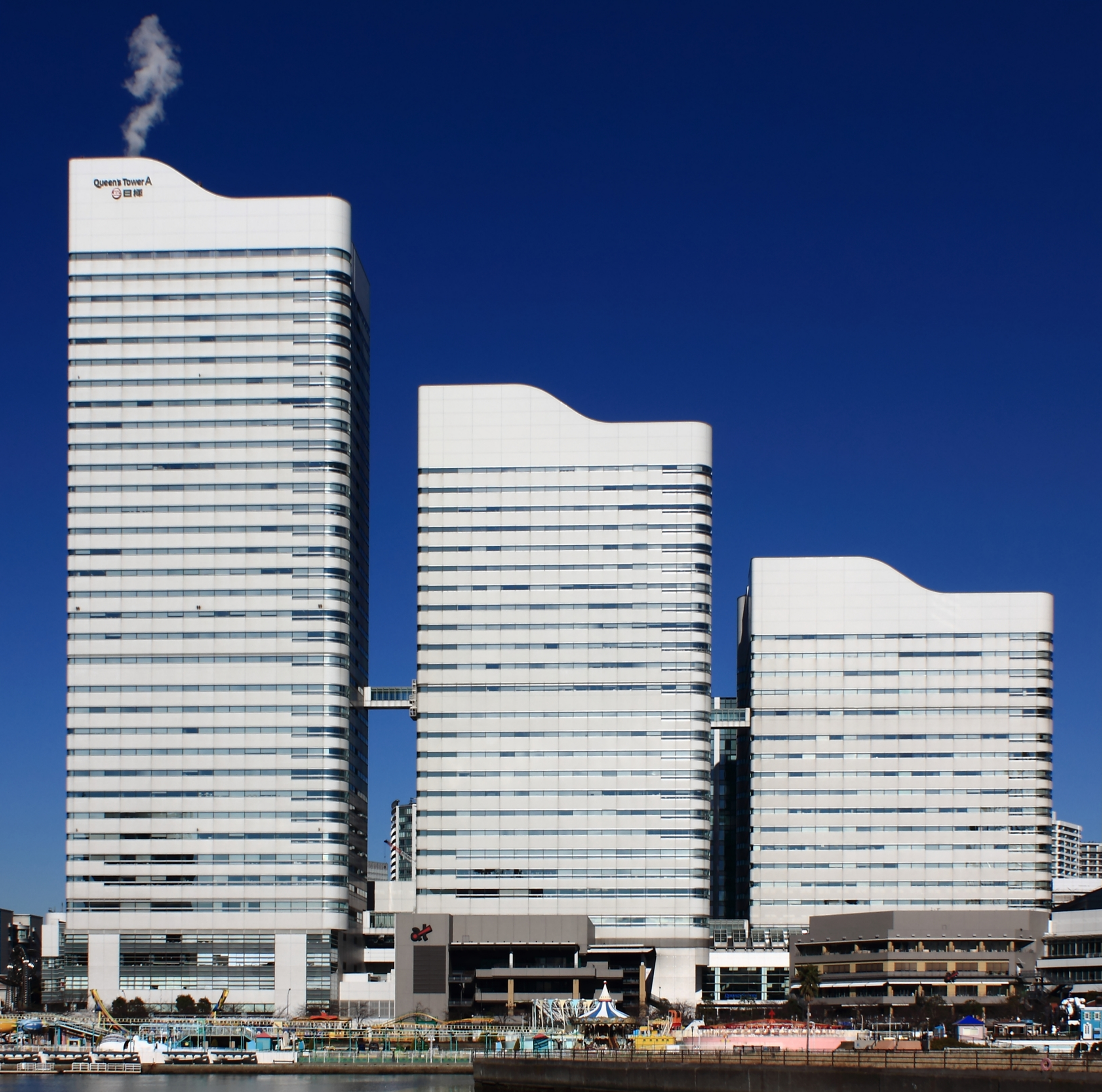
퀸스 스퀘어 요코하마 (왼쪽 건물부터 A, B, C 순서)

퀸스 스퀘어 요코하마(일본어: クイーンズスクエア横浜, 영어: Queen's Square YOKOHAMA)는 일본 가나가와현 요코하마시 니시구 미나토미라이 21에 있는 건물로, 4개의 건물이 나란히 서 있는 초대형 복합 상업시설이다. A, B, C동으로 구분되어 있으며, A가 지상 36층, 172m로 가장 높고, B는 지상 28층, 138m, C는 지상 21층, 109m이다. 3개의 빌딩은 각기 독립되어 있는 별개의 빌딩이지만 17층에 통로가 있어 서로 연결되어 있고, 하층부에는 퀸스몰로 통칭되는 거대한 보행자 전용 통로가 있다.